# Championnat britannique des voitures de tourisme 1959
Le Championnat britannique des voitures de tourisme 1959 était la 2e saison du championnat britannique des voitures de tourisme, remporté par Jeff Uren. La première course s'est déroulée à Goodwood le 30 mars 1959 et la dernière course s'est tenue à Brands Hatch le 30 août 1959.

## Règlement
Le championnat était ouvert à 4 catégories de voitures : les 1 200 cm3 et moins ; les 1 201 cm3-1 600 cm3 ; les 1 601 cm3-2 700 cm3 et les 2 700 cm3 et plus. Les points étaient distribués à chaque catégorie de façon qu'aucune d'entre elles ne soit pénalisée. Ainsi, les concurrents pouvaient remporter le championnat sans gagner une seule course.

## Calendrier
| Manche | Circuit        | Date     | Pilote vainqueur    | Ecurie vainqueur          | Voiture vainqueur |
| ------ | -------------- | -------- | ------------------- | ------------------------- | ----------------- |
| 1      | Goodwood       | 30 mars  | Ivor Bueb           | Equipe Endeavour          | Jaguar 3.4        |
| 2      | Aintree        | 18 avril | Ivor Bueb           | Equipe Endeavour          | Jaguar 3.4        |
| 3      | Silverstone    | 2 mai    | Ivor Bueb           | Equipe Endeavour          | Jaguar 3.4        |
| 4 A-B  | Crystal Palace | 18 mai   | Geoff Williamson    | Alexander Engineering Co. | Austin A40        |
| 4 C-D  | Goodwood       | 18 mai   | Sir Gawaine Baillie | Equipe Endeavour          | Jaguar 3.4        |
| 5      | Snetterton     | 14 juin  | Sir Gawaine Baillie | Equipe Endeavour          | Jaguar 3.4        |
| 6 A    | Brands Hatch   | 3 août   | Geoff Williamson    | Alexander Engineering Co. | Austin A40        |
| 6 B-D  | Brands Hatch   | 3 août   | Sir Gawaine Baillie | Equipe Endeavour          | Jaguar 3.4        |
| 7 A    | Brands Hatch   | 29 août  | Geoff Williamson    | Alexander Engineering Co. | Austin A40        |
| 7 B-D  | Brands Hatch   | 29 août  | Jack Sears          | Equipe Endeavour          | Jaguar 3.4        |

## Classement final

### Pilotes
| Championnat pilotes | Championnat pilotes | Championnat pilotes | Championnat pilotes      | Championnat pilotes | Championnat pilotes |
| Pos.                | Pilote              | Voiture             | Ecurie                   | Classe              | Points              |
| ------------------- | ------------------- | ------------------- | ------------------------ | ------------------- | ------------------- |
| 1                   | Jeff Uren           | Ford Zephyr         | Jeff Uren                | C                   | 46                  |
| 2                   | Doc Shepherd        | Austin A40          | Non connu                | A                   | 42                  |
| 3                   | Les Leston          | Riley 1.5           | Non connu                | B                   | 38                  |
| 4                   | Len Adams           | Austin A35          | Team Speedwell           | A                   | 34                  |
| 5                   | Bill Blydenstein    | Borgward Isabella   | Non connu                | B                   | 33                  |
| 6                   | Geoff Williamson    | Austin A40          | Alexander Engineering Co | A                   | 26                  |